# A Billboard 200 lista első helyezettjei 2011-ben

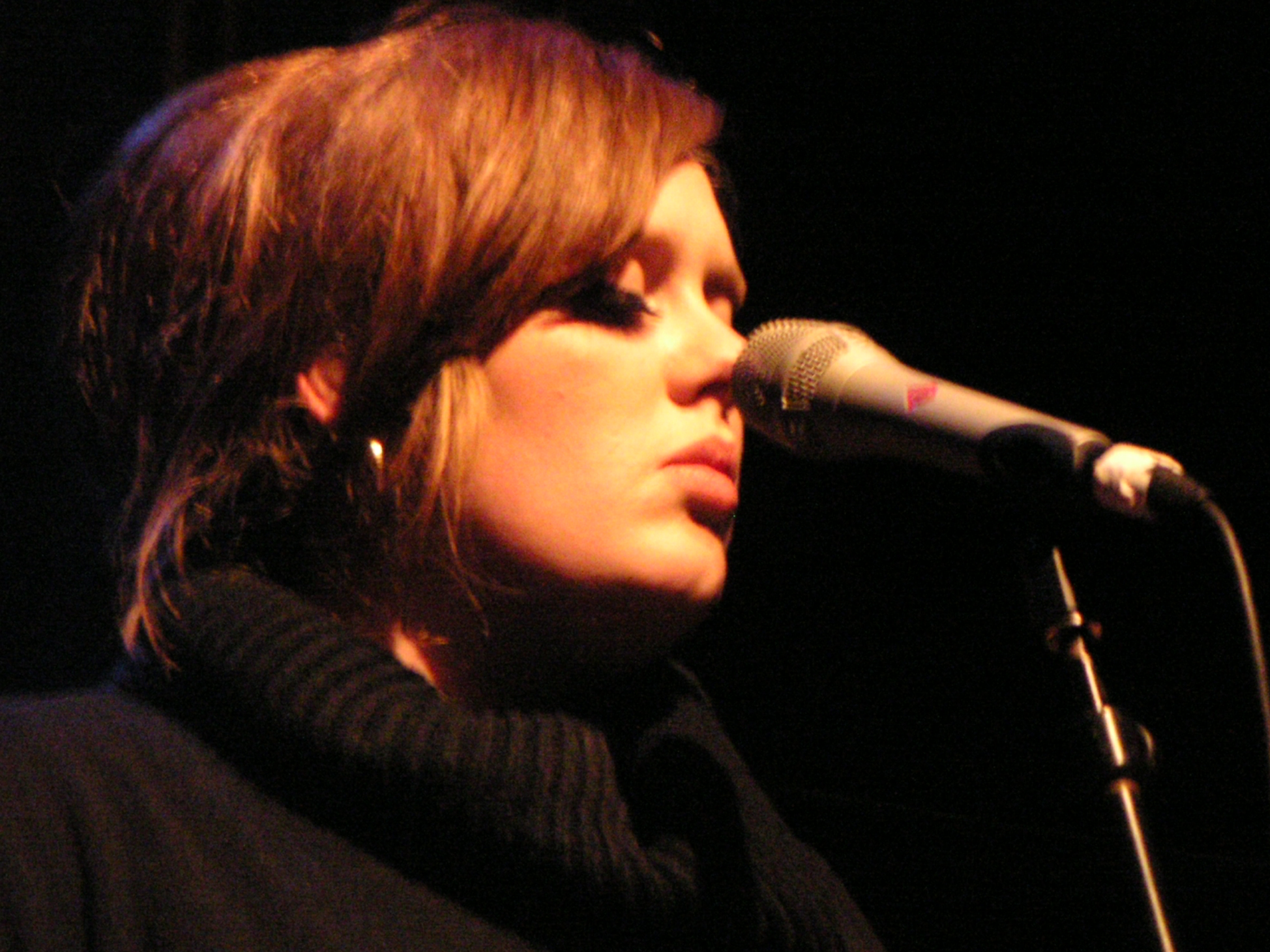
Az angol énekesnő Adele második stúdióalbuma, 21 volt a legsikeresebb és legkelendőbb lemez 2011-ben, miután tizenhárom hetet töltött az első helyen és 5 millió példányban kelt el.

A következő albumok értek el első helyezést az Egyesült Államok Billboard 200 elnevezésű listáján 2011-ben. A listán az Amerikában legjobban teljesítő albumok és középlemezek kapnak helyet, melyet a Billboard magazin tesz közzé. Az adatokat a Nielsen SoundScan gyűjti össze az egyes albumok fizikai és digitális eladásai, az on-demand szolgáltatások és a lemezen található dalok digitális eladásai alapján.

## Lista

Lady Gaga Born This Way albuma volt az év legsikeresebben debütáló lemeze, miután csak az első héten 1,108,000 példányban kelt el.

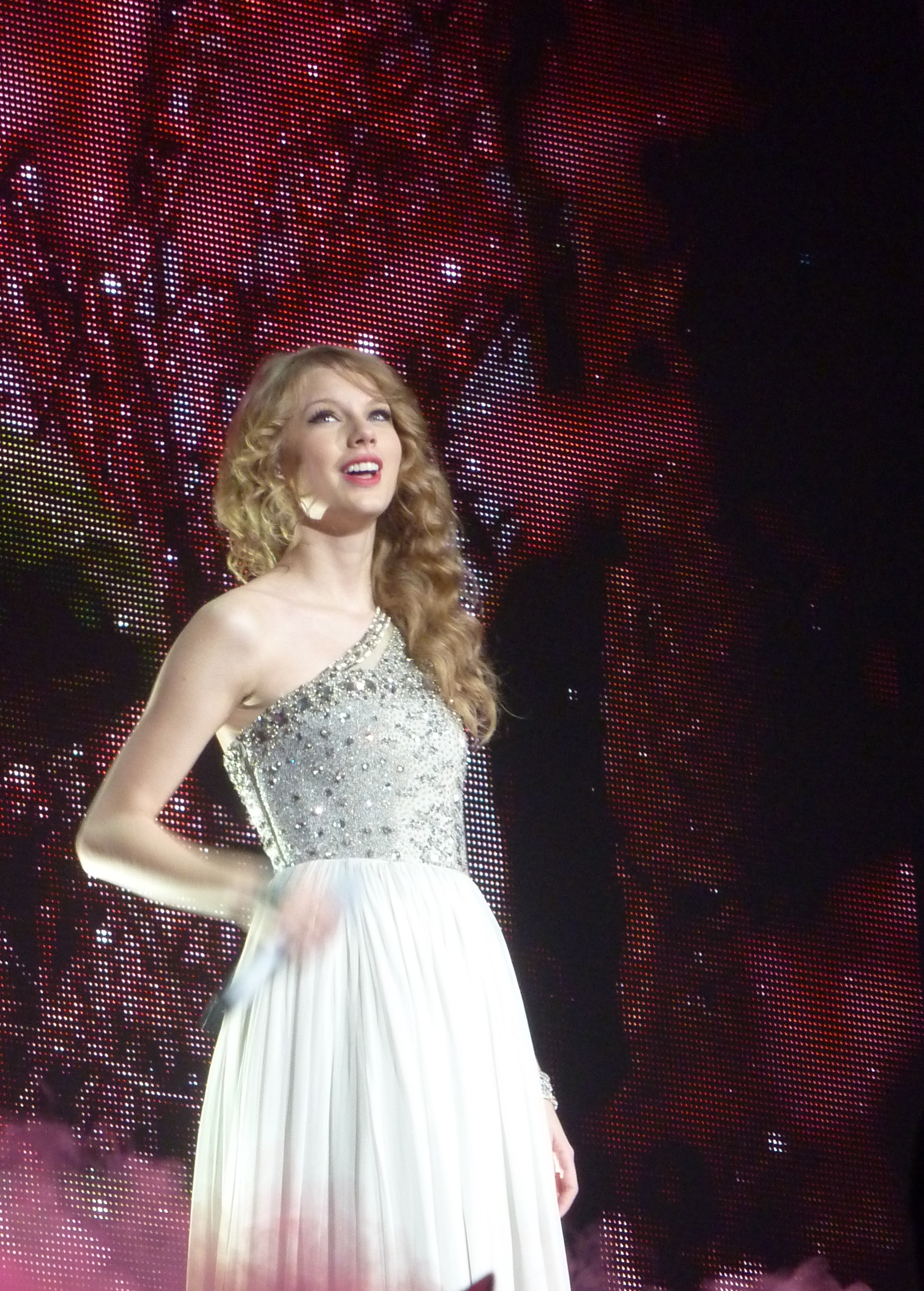
Taylor Swift Speak Now lemeze volt az első album, amely felkerült a lista élére 2011-ben, majd négy hétig vezette is azt.

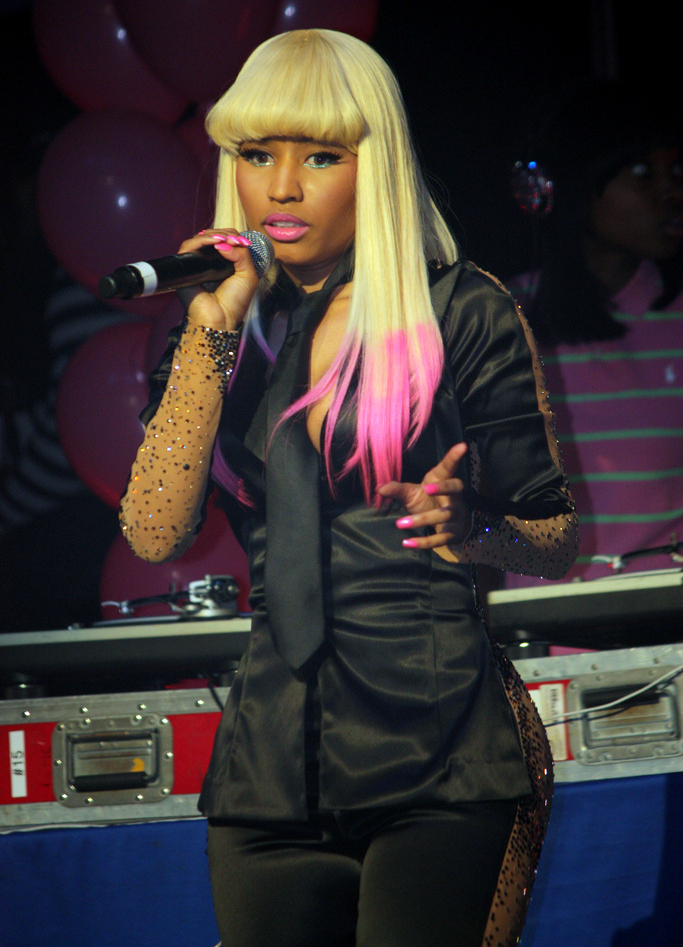
Pink Friday lemezével, Nicki Minaj csupán a negyedik női rapper, aki első helyezést elérő albumot adott ki.

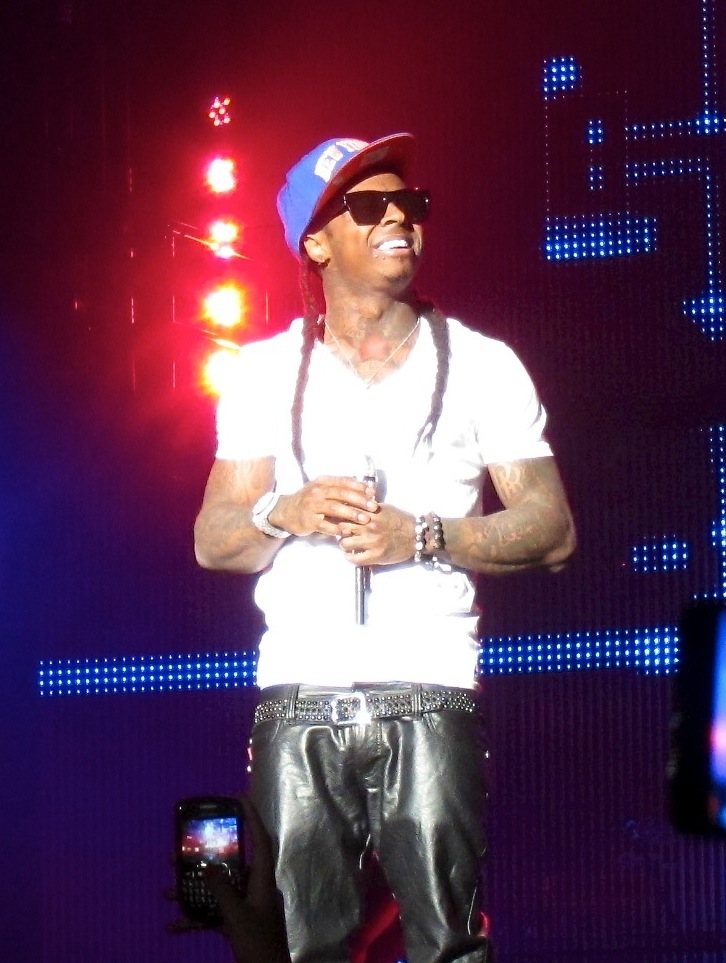
A rapper Lil Wayne Tha Carter IV. című albuma 964,000 példányban kelt el a nyitó héten.

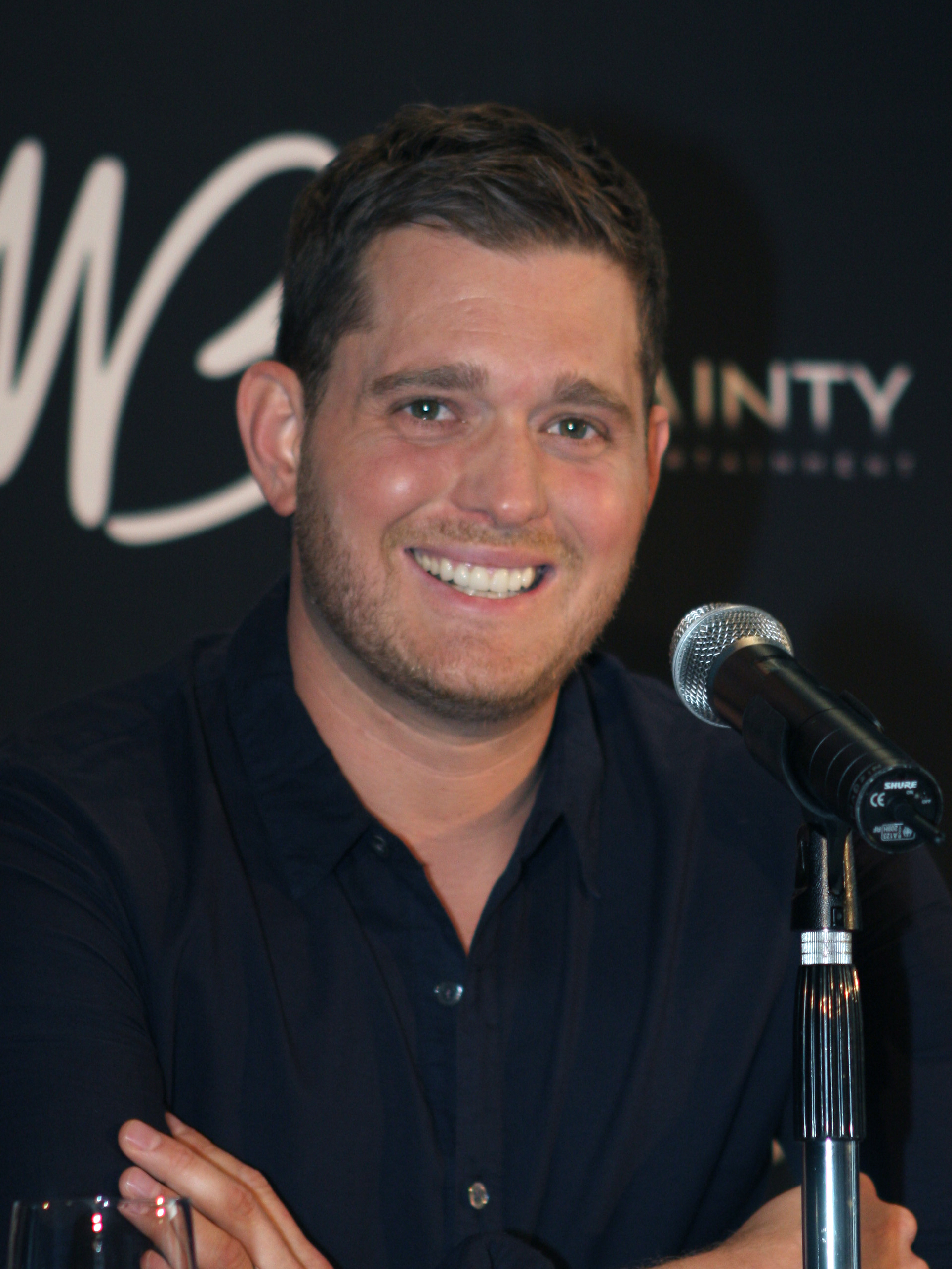
Michael Bublé Christmas lemeze volt az utolsó album, amely felkerült a Billboard 200 lista élére az évben, majd négy hétig vezette azt.

| Best performing album of 2011 | A legjobban teljesítő albumot jelzi 2011-ben |

| Kiadás dátuma  | Album                          | Előadó(k)            | Forr.  |
| -------------- | ------------------------------ | -------------------- | ------ |
| Január 1.      | Speak Now                      | Taylor Swift         | [ 2 ]  |
| Január 8.      | Speak Now                      | Taylor Swift         | [ 3 ]  |
| Január 15.     | Speak Now                      | Taylor Swift         | [ 4 ]  |
| Január 22.     | Speak Now                      | Taylor Swift         | [ 5 ]  |
| Január 29.     | Showroom of Compassion         | Cake                 | [ 6 ]  |
| Február 5.     | The King Is Dead               | The Decemberists     | [ 7 ]  |
| Február 12.    | Mission Bell                   | Amos Lee             | [ 8 ]  |
| Február 19.    | Pink Friday                    | Nicki Minaj          | [ 9 ]  |
| Február 26.    | Now 37                         | Various Artists      | [ 10 ] |
| Március 5.     | Never Say Never – The Remixes  | Justin Bieber        | [ 11 ] |
| Március 12.    | 21                             | Adele                | [ 12 ] |
| Március 19.    | 21                             | Adele                | [ 13 ] |
| Március 26.    | Lasers                         | Lupe Fiasco          | [ 14 ] |
| Április 2.     | 21                             | Adele                | [ 15 ] |
| Április 9.     | F.A.M.E.                       | Chris Brown          | [ 16 ] |
| Április 16.    | Femme Fatale                   | Britney Spears       | [ 17 ] |
| Április 23.    | 21                             | Adele                | [ 18 ] |
| Április 30.    | Wasting Light                  | Foo Fighters         | [ 19 ] |
| Május 7.       | 21                             | Adele                | [ 20 ] |
| Május 14.      | 21                             | Adele                | [ 21 ] |
| Május 21.      | 21                             | Adele                | [ 22 ] |
| Május 28.      | 21                             | Adele                | [ 23 ] |
| Június 4.      | 21                             | Adele                | [ 24 ] |
| Június 11.     | Born This Way                  | Lady Gaga            | [ 25 ] |
| Június 18.     | Born This Way                  | Lady Gaga            | [ 26 ] |
| Június 25.     | 21                             | Adele                | [ 27 ] |
| Július 2.      | Hell: The Sequel               | Bad Meets Evil       | [ 28 ] |
| Július 9.      | The Light of the Sun           | Jill Scott           | [ 29 ] |
| Július 16.     | 4                              | Beyoncé              | [ 30 ] |
| Július 23.     | 4                              | Beyoncé              | [ 31 ] |
| Július 30.     | Red River Blue                 | Blake Shelton        | [ 32 ] |
| Augusztus 6.   | 21                             | Adele                | [ 33 ] |
| Augusztus 13.  | Chief                          | Eric Church          | [ 34 ] |
| Augusztus 20.  | 21                             | Adele                | [ 35 ] |
| Augusztus 27.  | Watch the Throne               | Jay-Z and Kanye West | [ 36 ] |
| Szeptember 3.  | Watch the Throne               | Jay-Z and Kanye West | [ 37 ] |
| Szeptember 10. | The R.E.D. Album               | Game                 | [ 38 ] |
| Szeptember 17. | Tha Carter IV                  | Lil Wayne            | [ 39 ] |
| Szeptember 24. | Tha Carter IV                  | Lil Wayne            | [ 40 ] |
| Október 1.     | Own the Night                  | Lady Antebellum      | [ 41 ] |
| Október 8.     | Duets II                       | Tony Bennett         | [ 42 ] |
| Október 15.    | Cole World: The Sideline Story | J. Cole              | [ 43 ] |
| Október 22.    | Clear as Day                   | Scotty McCreery      | [ 44 ] |
| Október 29.    | Evanescence                    | Evanescence          | [ 45 ] |
| November 5.    | 21                             | Adele                | [ 46 ] |
| November 12.   | Mylo Xyloto                    | Coldplay             | [ 47 ] |
| November 19.   | Under the Mistletoe            | Justin Bieber        | [ 48 ] |
| November 26.   | Blue Slide Park                | Mac Miller           | [ 49 ] |
| December 3.    | Take Care                      | Drake                | [ 50 ] |
| December 10.   | Christmas                      | Michael Bublé        | [ 51 ] |
| December 17.   | Christmas                      | Michael Bublé        | [ 52 ] |
| December 24.   | Christmas                      | Michael Bublé        | [ 53 ] |
| December 31.   | Christmas                      | Michael Bublé        | [ 54 ] |